# Kerkhof van Villiers-le-Sec (Calvados)
Het Kerkhof van Villiers-le-Sec is een gemeentelijke begraafplaats in de Franse gemeente Villiers-le-Sec in het departement Calvados. Het ligt in het centrum van de plaats Villiers-le-Sec rond de Église Saint-Laurent. De kerk en het kerkhof liggen op een hoger niveau dan de straat en kan via twee trappen betreden worden.

## Britse oorlogsgraven
Op het kerkhof liggen 2 Britse gesneuvelden uit de Tweede Wereldoorlog. De graven zijn van de chauffeurs Robert Chisholm en Albert Francis William Hume die allebei stierven op 13 juni 1944. Hun graven liggen aan de noordelijke zijde van de kerk en worden door de Commonwealth War Graves Commission onderhouden. Daar zijn ze geregistreerd onder Villiers-le-Sec Churchyard.